# Placówka Straży Celnej „Wola Wyżna”

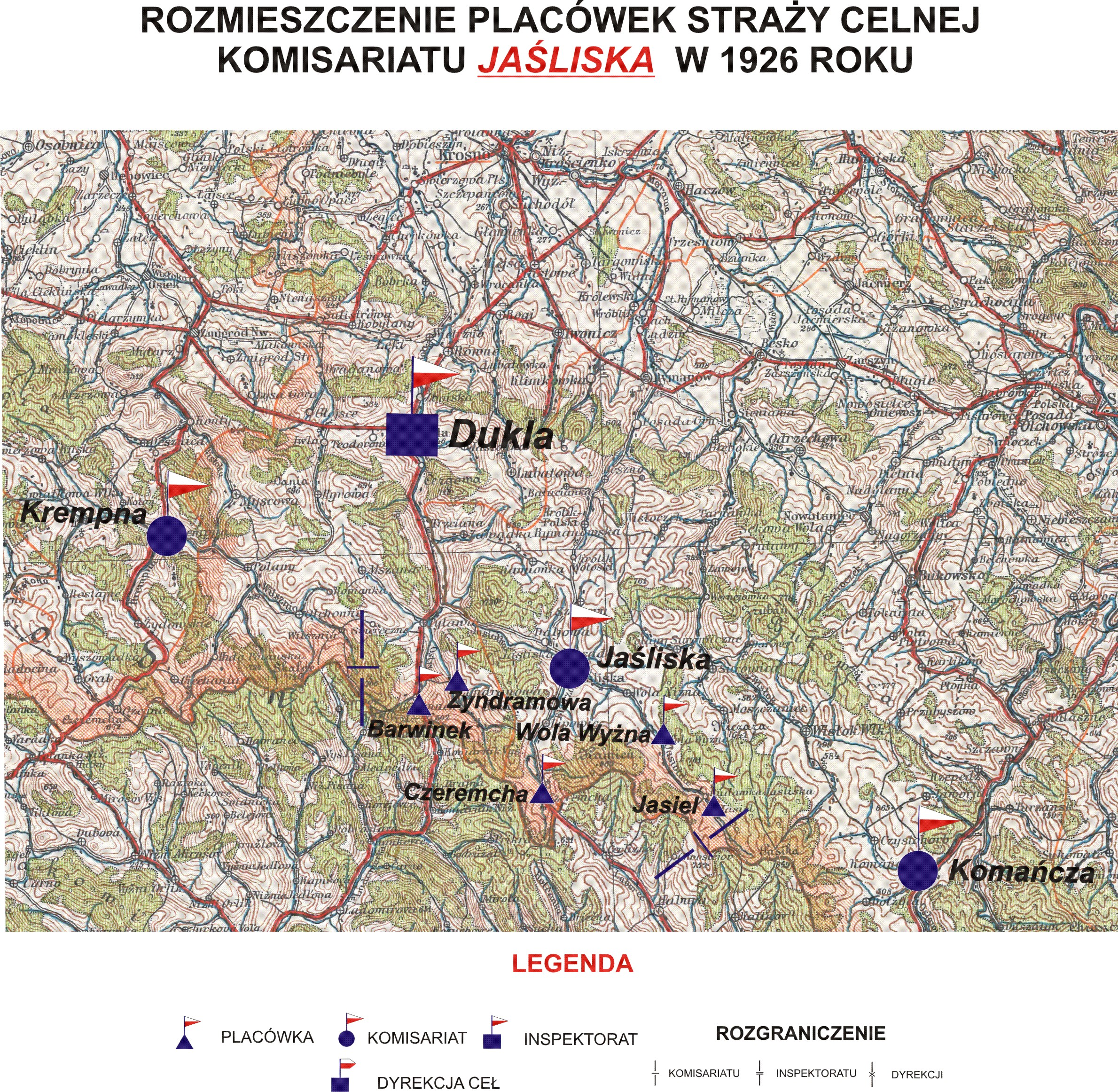
Rozmieszczenie placówek SC Komisariatu Jaśliska w 1926 r.

Placówka Straży Celnej „Wola Wyżna” – jednostka organizacyjna Straży Celnej pełniąca w okresie międzywojennym służbę ochronną na granicy polsko-czechosłowackiej.

## Formowanie i zmiany organizacyjne
Na wniosek Ministerstwa Skarbu, uchwałą z 10 marca 1920 roku, powołano do życia Straż Celną. Od połowy 1921 roku jednostki Straży Celnej rozpoczęły przejmowanie odcinków granicy od pododdziałów Batalionów Celnych. W 1922 roku w Dukli stacjonował sztab 2 kompanii 6 batalionu celnego. Kompania wystawiała między innymi placówkę w Woli Wyżnej. Proces tworzenia Straży Celnej trwał do końca 1922 roku. Placówka Straży Celnej „Wola Wyżna” weszła w podporządkowanie komisariatu Straży Celnej „Jaśliska” z Inspektoratu SC „Dukla”.
W drugiej połowie 1927 roku przystąpiono do gruntownej reorganizacji Straży Celnej. W praktyce skutkowało to rozwiązaniem tej formacji granicznej. Ochronę północnej, zachodniej i południowej granicy państwa przejęła powołana z dniem 2 kwietnia 1928 roku Straż Graniczna.
Rozkazem nr 5 z 16 maja 1928 roku w sprawie organizacji Małopolskiego Inspektoratu Okręgowego dowódca Straży Granicznej gen. bryg. Stefan Pasławski powołał komisariat Straży Granicznej „Jaśliska”, a 8 września 1828 dowódca Straży Granicznej rozkazem nr 6  w sprawie organizacji Małopolskiego Inspektoratu Okręgowego podpisanym w zastępstwie przez mjr. Wacława Szpilczyńskiego ustanowił placówkę Straży Granicznej I linii „Wola Wyżna”.

## Funkcjonariusze placówki
Kierownicy placówki
| stopień    | imię i nazwisko, numer | okres pełnienia służby | kolejne stanowisko |
| ---------- | ---------------------- | ---------------------- | ------------------ |
| przodownik | Jan Kostrzewa (226)    | był w 1926             |                    |

Obsada personalna placówki w 1926:
- przodownik Jan Kostrzewa (226)
- starszy strażnik Stanisław Dworak (2241)
- strażnik Jan Norek (1046)
- strażnik Franciszek Woźniak (1082)
- strażnik Jan Majewski (2052)
- strażnik Jan Trzewiczek (2260)
- strażnik Stanisław Kryś (1059)
- strażnik Bolesław Dulny (1947)